# Filip Kinský
Filip Kinský celým jménem Filip Josef hrabě Kinský z Vchynic a Tetova (německy Philipp Josef Graf Kinsky von Wchinitz und Tettau; 4. srpna 1741 Chroustovice – 14. února 1827 Praha) byl český šlechtic z rodu Kinských. V císařské armádě dosáhl generálské hodnosti. Proslul především jako iniciátor výstavby rokokového zámku v Chroustovicích na Chrudimsku. Přes svou sestru Marii Terezii (1740–1806) byl úzce spřízněn s polským králem Stanislavem Augustem Poniatowským (Marie Terezie byla jeho švagrová).

## Život
Pocházel z chlumecké větve Kinských, byl mladším synem nejvyššího lovčího hraběte Leopolda Kinského (1713–1760) a jeho manželky Marie Terezie Capece di Rofrano (1715–1778). Podle rodinných dohod se měl stát manželem své sestřenice Marie Augusty, jediné dcery knížete Františka Josefa Kinského (1726–1752). Ke sňatku s Marií Augustou však nedošlo, protože Marie zemřela ve svých dvanácti letech, v roce 1763. Filip Kinský nicméně z majetku knížecí větve převzal panství Rychmburk ve východních Čechách a na zdejším hradě prováděl stavební úpravy pro svůj pobyt. Na rychmburském panství nechal postavit lovecký zámek Karlštejn.

### Rodina a majetek

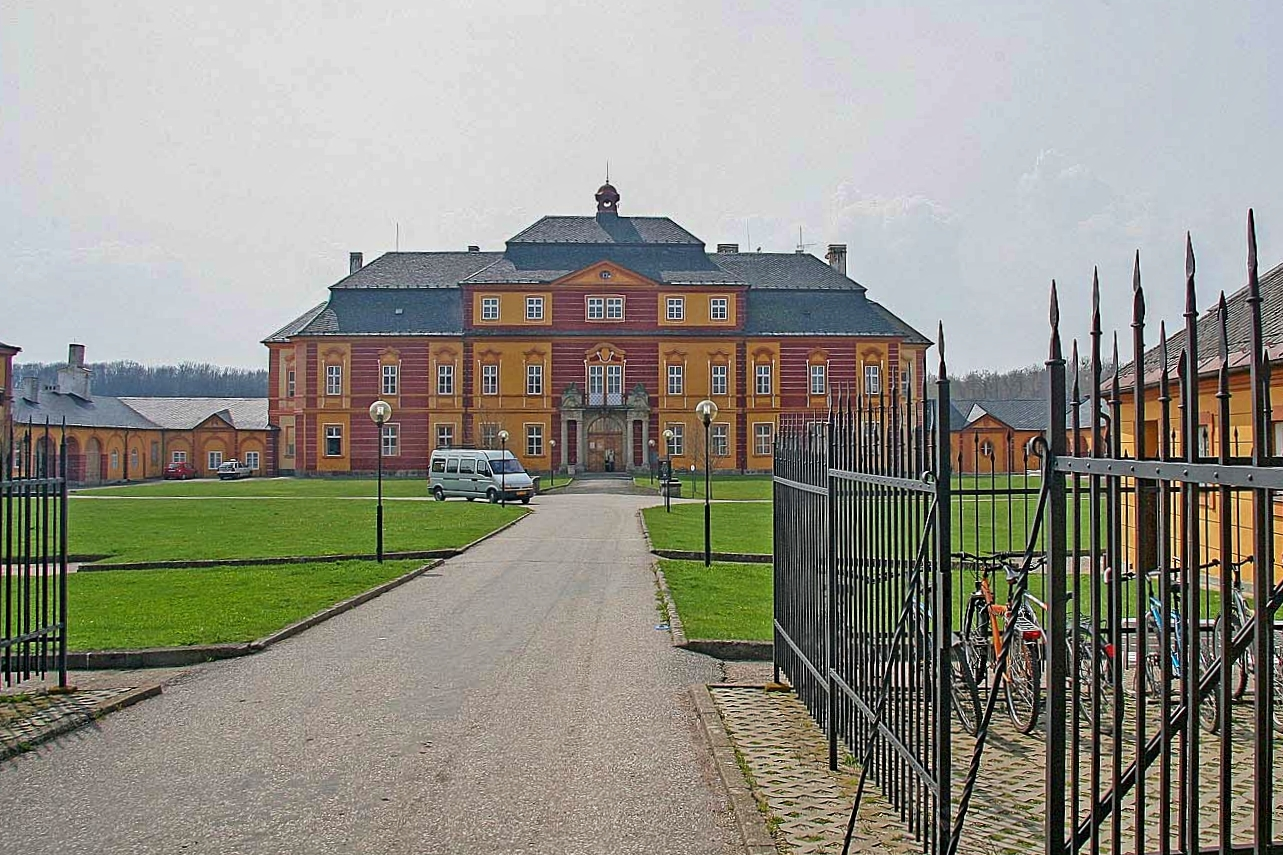
Rokokový zámek v Chroustovicích

Po smrti matky (1778) spolu s bratrem Františkem Ferdinandem zdědil panství Chroustovice na Chrudimsku, o rok později bratra vyplatil a stal se jediným majitelem Chroustovic. V letech 1779–1780 podnikl rozsáhlou přestavbu chroustovického zámku do podoby reprezentativního rokokového sídla obklopeného francouzským parkem. Později zde často pobývala Filipova sestra Marie Terezie (1740–1806), vdova po knížeti Andrzeji Poniatowském a švagrová polského krále Stanislava Augusta. Na její počest byl na chroustovickém panství u obce Uhersko postaven malý lovecký zámek Theresienlust, z nějž zbyly jen zříceniny. Mezitím zdědil také panství Zvíkovec v západních Čechách, které prodal v roce 1786.[zdroj?]
Svůj majetek rozšířil ještě v roce 1794, kdy po bratranci Bedřichovi zdědil panství Sloup v severních Čechách a dva domy na Novém Městě v Praze, které prodal v roce 1800. V roce 1782 koupil za 22 000 zlatých v Praze palác, dnes známý jako Kounický, kde podnikl nákladné stavební úpravy, následně palác v roce 1798 prodal. Téhož roku koupil Losyovský palác v Praze na Novém Městě, dnes známý jako Lidový dům. V rodině Kinských zůstal tento palác až do roku 1879.

### Manželství
Po neuskutečněném sňatku s Marií Augustou Kinskou se o řadu let později oženil s Marií Terezií z Ditrichštejna (1768–1822), sestrou diplomata Františka Josefa z Ditrichštejna, manželství však trvalo jen jeden rok (1787–1788) a skončilo rozlukou. Filip Kinský tak neměl žádné potomstvo a na sklonku života v roce 1823 prodal své největší majetky (Rychmburk, Chroustovice) knížecímu rodu Thurn-Taxisů. Do smrti mu patřilo panství Sloup a pražský palác v Hybernské ulici.

### Veřejná činnost
Sloužil v armádě a v roce 1783 dosáhl hodnosti generálmajora, jeho vojenská kariéra je ale bezvýznamná. Mimoto byl nositelem čestného titulu c. k. komoří a patřil i k přátelům císaře Josefa II. Kromě majetku v Čechách vlastnil i statky v Dolním Rakousku a aktivně se zúčastňoval zasedání dolnorakouského zemského sněmu. 
Filip Josef hrabě Kinský z Vchynic a Tetova zemřel v Praze 14. února 1827 ve věku 85 let, panství Sloup po něm zdědil synovec Karel Kinský (1766–1831). Pohřben byl 1. května 1828 v kryptě kaple sv. Jana Nepomuckého ve Sloupu. Z důvodu chátrání kaple v období po 2. světové válce byly jeho ostatky přeneseny a uloženy do děkanského hrobu lesního hřbitova v Novém Boru.